# Mercedes-Benz W 05
La Mercedes-Benz W 05 avec la désignation de vente 14/60 PS Type 350 était un développement ultérieur des Mercedes-Benz W 03 et W 04 développées par Ferdinand Porsche, des voitures de la catégorie grande routière.
La grosse voiture, dont les prédécesseurs se vendaient mal, était désormais équipée d'un moteur six cylindres en ligne avec une cylindrée encore augmentée, cette fois à 3 444 cm³ (alésage 80 mm, course 115 mm). Désormais, avec 60 ch (44 kW) à 3 200 tr/min, la puissance disponible était légèrement supérieure à celle des prédécesseurs. Le rapport d'essieu arrière a de nouveau été augmenté à 1:5,0 (version plaine) et 1:5,4 (version montagne). Cela a entraîné des vitesses de pointe légèrement différentes, respectivement de 103 km/h et 100 km/h.
Personne ne s'attendait à une amélioration des chiffres de vente. Pour cette raison, Daimler-Benz AG a chargé en même temps Hans Nibel de la révision générale et la Mannheim Type 350 est devenue la successeur. En conséquence, ils se sont séparés de Ferdinand Porsche.
La W 05 a été encore améliorée en 1928. Cette variante de la 350 fonctionnait sous la désignation de type W 09 . La W 09 a été produite en 1928 et 1929 avec un nombre de 358 véhicules.

## Chiffres de production W 05 / W 09
| Année              | 1928 | 1929 | total |
| ------------------ | ---- | ---- | ----- |
| W 05 - 350 (14/60) | 355  | 0    | 355   |
| W 09 - 350 (14/60) | 113  | 245  | 358   |
| total              | 468  | 245  | 713   |